# Asistenční pes

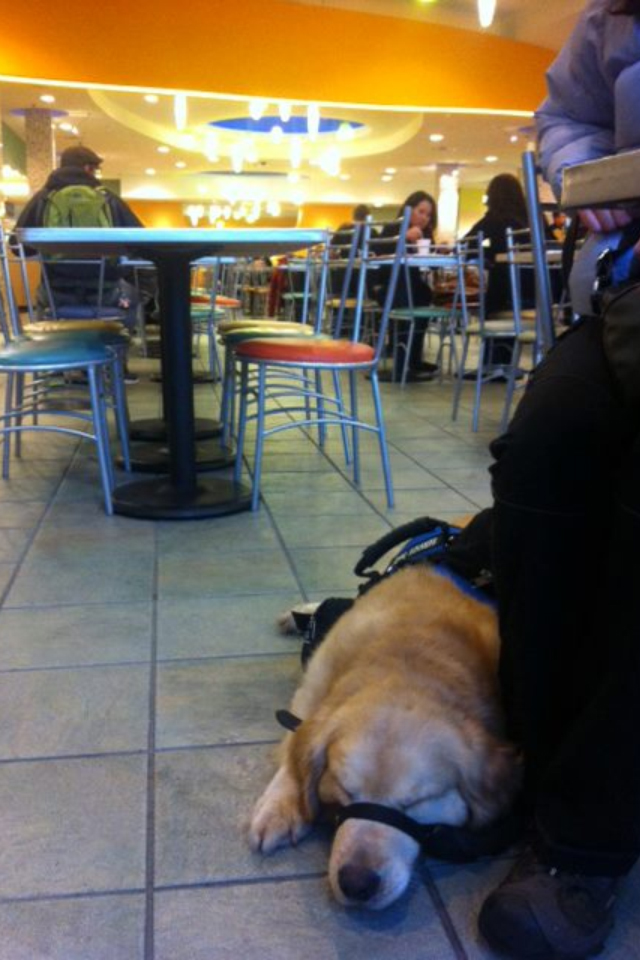
Asistenční pes v restauraci

Asistenční pes je pes vyškolený na pomoc, či asistenci osobě se zdravotním postižením. Asistenční psi bývají cvičeni buď ve specializovaných organizacích nebo mohou být vyškoleni jejich majitelem (někdy s pomocí profesionálního cvičitele).

## Historie psů asistentů
Jako první se začali cvičit psi pro zrakově postižené. Výcvik psů pro vozíčkáře začal v 70. letech v USA a odtud se postupně dostávají informace do celého světa.
V Česku působí několik neziskových organizací (spolků či jiných obecně prospěšných společností), které se výcviku a předávání asistenčních psů klientům věnují. Asistenční pes není v ČR uznán jako kompenzační pomůcka pro postižené, a není tedy hrazen státem. Toto postavení má v českých zákonech pouze pes vodicí. Organizace zabývající se výcvikem asistenčních a dalších psů pro postižené klienty tedy náklady na pořízení, přípravu, výcvik psa a následné služby klientům hradí ze sponzorských darů, dotací a příspěvků dobrovolníků.

## Klasifikace asistenčních psů

### Vodicí psi
Vodicí pes je vycvičen speciálně jako zvláštní pomocník pro nevidomé. Má za úkol provázet nevidomou nebo slabozrakou osobu a pomáhat jí v běžném životě, a to hlavně při pohybu venku.

### Signální psi
Psi pro neslyšící, alergiky, astmatiky a osoby se záchvatovým onemocněním.

### Canisterapeutičtí psi
Psi určeni pro psychickou podpora pacientů v nemocnicích, domovech důchodců, dětem ve školách, dětských domovech aj.

### Asistenční psi
Obecné označení pro psy pomáhající všem zdravotně nebo tělesně postiženým (vozíčkářům).

### Balanční psi
Psi pomáhající při problémech s rovnováhou.

### Šikovní společníci
Obecné označení pro psy, kteří pomáhají jiným osobám s péčí o postiženého, např. v rodinách s postiženými dětmi.

### Asistenční terapeutický pes pro lidi s duševním onemocněním
Psi pro uklidňující terapii, pro klienty s poruchami psychiky
- přivolání pomoci, přinesení mobilu, léků,
- doprovod k lékaři, na úřad,
- pomáhá překonat úzkostné stavy,
- napomáhá při komunikaci a sociální interakci.

## Co umí asistenční pes

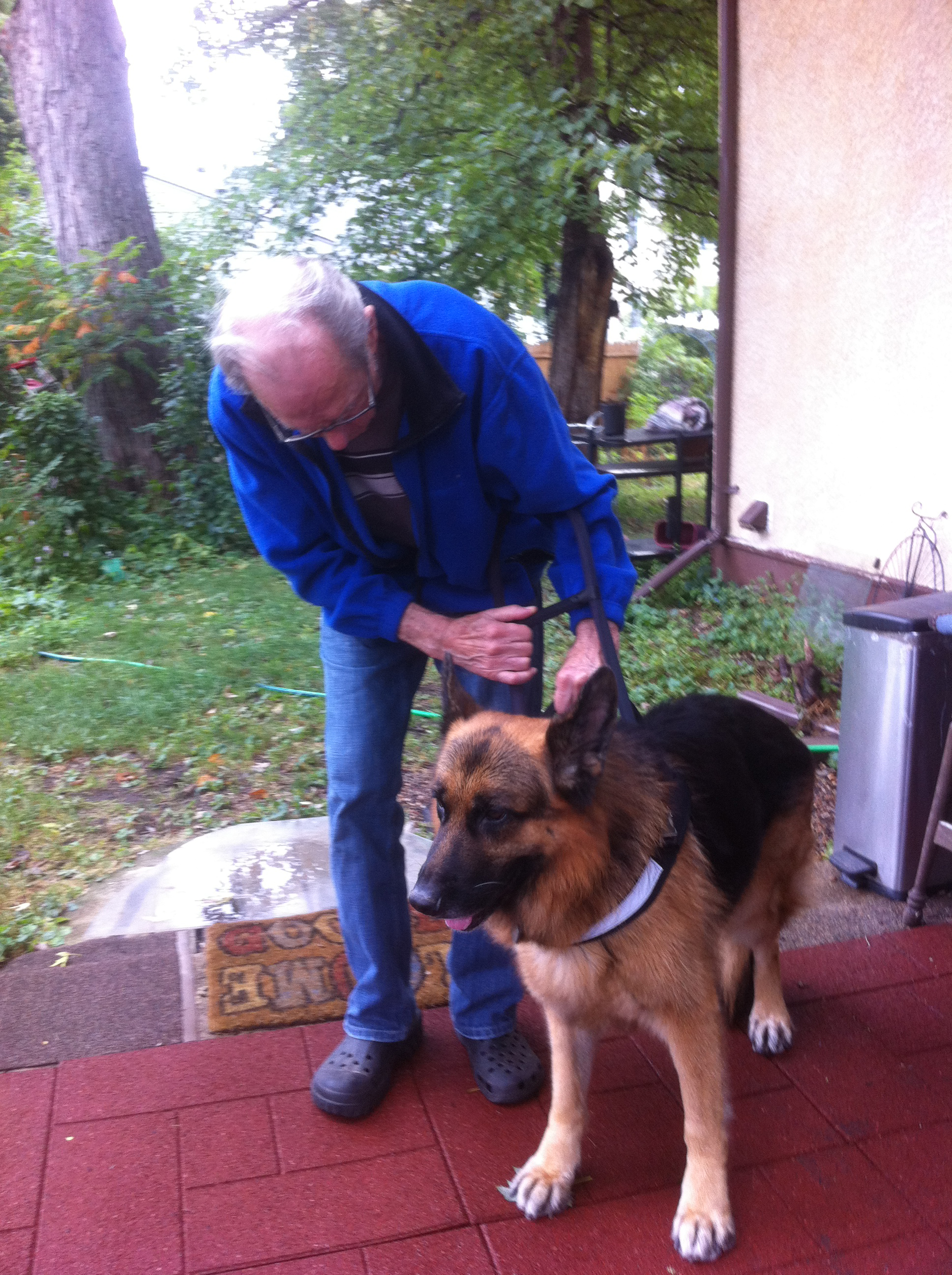
Asistenční pes pomáhající svému majiteli se vstáváním

Každý pes je cvičen individuálně pro konkrétního klienta. Všichni psi musejí ovládat povely základní poslušnosti (sedni, lehni, vstaň, zůstaň, přivolání, aport). K těmto povelům se přidávají specifické úkony dle potřeb postiženého. Celkový počet povelů, které pes ovládá, je kolem 50, na příklad:
- otevřít a zavřít dveře
- rozsvítit a zhasnout světlo
- vyndat prádlo z pračky
- svléknout rukavice, čepici, ponožky atd.
- přinést telefon
- podat spadený předmět
- přivolat pomoc
- přisunout vozík k posteli

## Výcvik asistenčního psa
Pečlivě vybrané štěně přibližně ve věku 8 týdnů opouští matku a vydává se do tzv. "pečovatelské rodiny". Zde o štěně 24 hodin denně pečuje dobrovolník, který jej hravou formou učí socializaci, hygienickým návykům i základním povelům poslušnosti. Až nastane doba vhodná k začátku výcviku (většinou v jednom roce věku, kdy je již ukončen fyzický růst i psychický vývoj psa), vrací se pes k mateřské organizaci a nastává pro něj školní období. Pes projde sérií zdravotních testů, aby se vyloučila onemocnění neslučitelná s "profesí" asistenčního psa. Výcvik konkrétních povelů u zkušených cvičitelů je zakončen zkouškou pod dohledem státních orgánů. Pes se za pomoci cvičitelů seznamuje s novým pánem, jeho potřebami a prostředím a po vzájemném secvičení odchází ke klientovi domů.